# Chimurenga
La chimurenga ou musique chimurenga, dont le nom évoque les luttes de résistance des Shona et des Ndébélés contre le pouvoir britannique, provient des rythmes traditionnels du peuple Shona qui constitue les trois-quarts de la population du Zimbabwe. Elle est considérée comme une musique de lutte. La musique chimurenga est la version moderne et électrifiée de la musique shona.

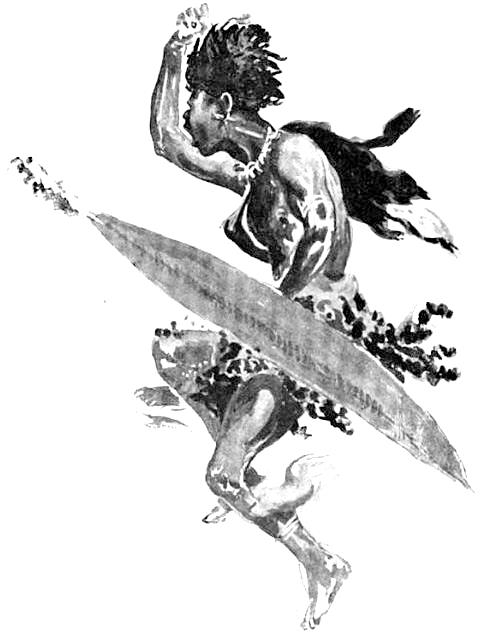
Représentation par Robert Baden-Powell d'un combattant ndébélé durant la première Chimurenga, contre les Anglais, en 1896

## Origine
Chimurenga est un mot de la langue shona qui signifie « rébellion ». Il a été utilisé pour désigner les insurrections nbédélé et shona, coordonnées notamment par des personnalités religieuses, Nehanda Nyakasikana et Kaguvi, contre la colonisation du territoire actuel du Zimbabwe par la British South Africa Company dans les années 1890. On l'appelle parfois la « première Chimurenga ». La « seconde Chimurenga » fait allusion à la lutte qui mena le Zimbabwe à l'indépendance dans les années 1980. Le terme a été réutilisé par les guérilleros nationalistes africains luttant contre le gouvernement rhodésien d'Ian Smith, pendant les années 1960 et 1970.
Depuis, le terme a été utilisé également pour les occupations de fermes et le programme de réforme agraire entrepris par le gouvernement du Zimbabwe et Robert Mugabe, dans les années 2000, une façon de dresser un parallèle entre ce programme défavorable aux fermiers blancs encore implantés au Zimbabwe et les guerres de résistance ou de libération,.

## Musique

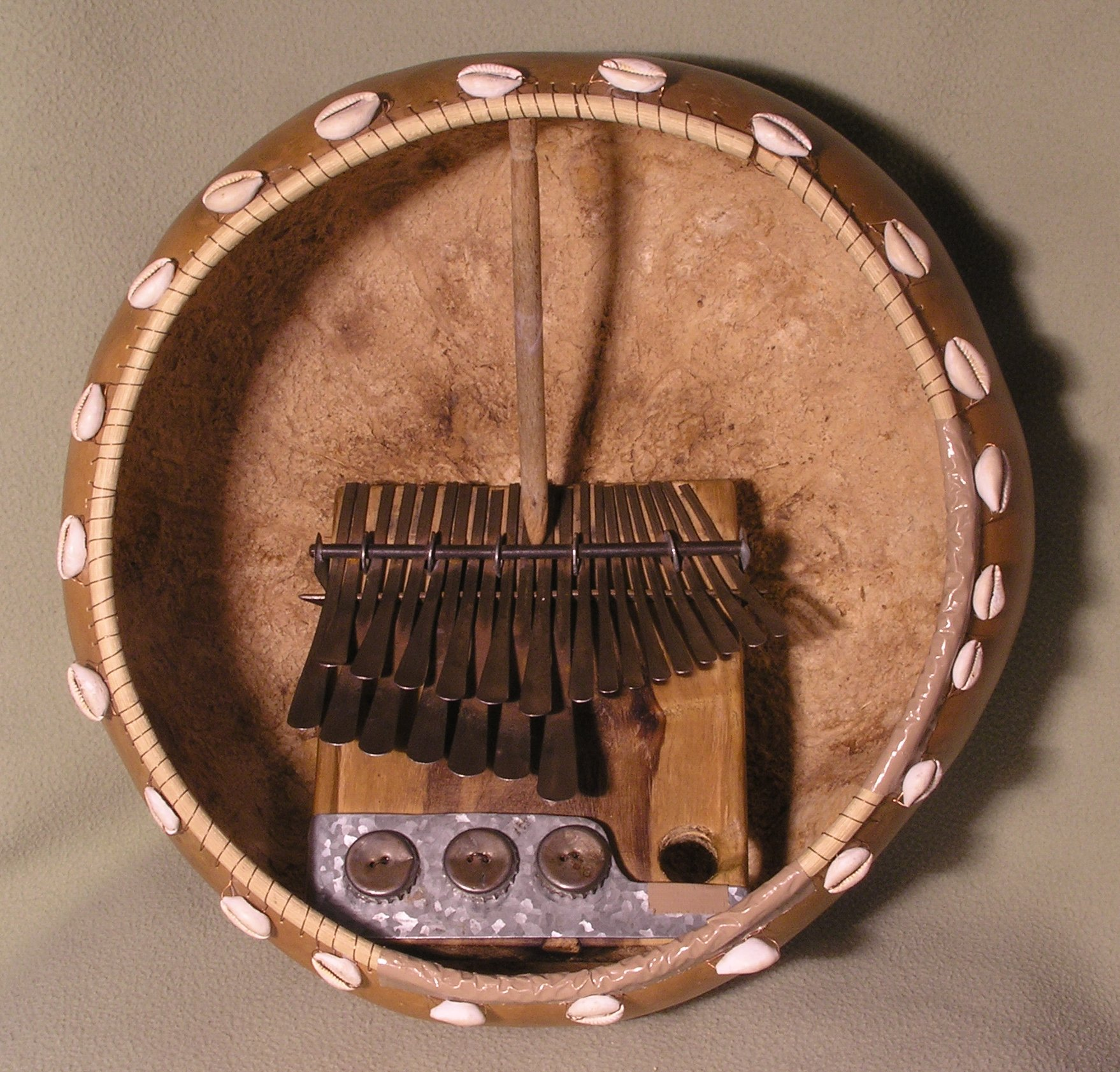
Mbira

La musique chimurenga est une musique populaire inventée et popularisée par Thomas Mapfumo qui a développé un style basé sur la musique traditionnelle shona utilisant le mbira ; cette musique est jouée avec une instrumentation électrique moderne qui accompagne des chants caractérisés par des contenus sociaux et politiques. 
D'autres musiciens, Stella Chiweshe et Jonas Sithole, l'ont accompagné dans cette démarche. Il existe plusieurs types de musique chimurenga, la shona traditionnelle, avec notamment le mbira, le chant, le hosho et la batterie.
Les principaux musiciens de la musique chimurenga sont :
- Chiwoniso Maraire, interprète de mbira, elle a été honorée par Radio France internationale du prix Decouvertes pour son premier album, Ancient Voices (1998), et a été nommée pour les Kora Awards dans la catégorie de la meilleure voix féminine de l'Afrique, en 1999.
- Dumisani Maraire, spécialisé dans l'enseignement du m'bira, instrument traditionnel du Zimbabwe, appelé aussi Nyunga Nyunga (en). Il a écrit de nombreuses pièces dont Mai Nozipo, extrait de son album Pieces of Africa (1992), joué par le Kronos Quartet.
- Oliver Mtukudzi, chanteur et guitariste un des artistes contemporains les plus connus du pays. Il rejoint en 1977 le groupe Wagon Wheels, dont fait partie Thomas Mapfumo.
- Stella Chiweshe, musicienne, interprète de internationalement connue pour son chant et son jeu de la mbira.

## Revue
Une revue culturelle sud-africaine porte également ce nom.  Chimurenga a été fondée en 2002 par Ntone Edjabe, dans la ville du Cap.

### Sources web
- « Le chimurenga », sur affrisson.com.
- « What is Chimurenga? », sur zambuko.com/.
- « « La bibliothèque Chimurenga est une méthode de travail » Entretien avec Ntone Edjabe », sur balises.pi.fr.